# Vintergatan: Rädda Jorden!
Vintergatan: Rädda Jorden! är ett datorspel från 2003 utvecklat av Teknikhuset i Umeå och utgivet av Pan Vision som bygger på TV-serierna Vintergatan. Spelet ingick även i serien Bara bra barnspel. Petter Bragée skrev manus tillsammans med Per Sundberg.
Spelet följdes 2004 upp av spelet Vintergatan: Fifunernas återkomst!.

## Handling
I spelet stöter man på Mira, Henrik, Glen och Peo som tillsammans med den person som spelar spelet utgör ett hemligt uppdrag: att rädda jorden från att gå under. De besöker fem planeter, Zoltzy, Filione, Zeryj, Zinij och Krasnyj. Inuti rymdfarkosten kan man gå in i det stora maskinrummet, styra farkosten genom svarta hål, rädda besättningen från att kollidera med asteroider och mycket mer. I spelet kan man stöta på rymdvarelser, bland annat insektoider, klotisar, Asram och Besam och de elaka fifunerna.

## Röstskådespelare
- Anders Linder – Peo
- Jonas Sykfont – Garson / Benke
- Pelle Hanaeus – Henrik
- Philomène Grandin – Mira
- Wilson D. Michaels – Glen
- Petter Bragée
- Josef Andersson
- Stefan Kinell

## Mottagande
Spelet fick ett ljummet mottagande från kritiker som i synnerhet kritiserade grafiken och menade att spelet nog passade bättre för yngre barn.
Alexander Lindgren på Norra Västerbotten menade spelet borde underhålla barn mellan 6 och 10 års ålder med enkel styrning och instruktioner. Östgöta Correspondenten gav spelet 5 av 10, recensenten sammanfattade med att spelet kändes enformigt med dålig styrning men menade att spelet riktade sig till yngre barn.
Positivast var Malena Henriksson på Sydsvenskan som dock menade att inledningen var för pratig och tröttsam men att huvuddelen av spelet var ett kul tidsfördriv och menade att det var ett plus i kanten att skådespelarna från TV-serien gjorde sina röster också i spelet.